# تييري روسيل
تييري روسيل (بالفرنسية: Thierry Roussel)‏ هو شخصية أعمال فرنسي، ولد في 16 فبراير 1953 في نويي-سور-سين في فرنسا.